# Audrey Leduc
Audrey Leduc (Gatineau, 9 marzo 1999) è una velocista canadese.

## Biografia
Dopo aver conquistato due titoli di campionessa nazionale under 20 nel salto in lungo indoor (2017) e nei 100 metri piani (2018), nel 2018 prende parte ai campionati nord-centro americani e caraibici under 23 di Queretaro, dove si classifica quinta nei 100 metri piani e conquista la medaglia d'argento nella staffetta 4×100 metri con le connazionali Shyvonne Roxborough, Ashlan Best e Natassha McDonald.
Nel 2024 partecipa ai campionati mondiali indoor di Glasgow, fermandosi alle semifinali dei 60 metri piani. Dopo aver conquistato il titolo di campionessa nazionale assoluta nei 100 e 200 metri piani, partecipa con Sade McCreath, Marie-Éloise Leclair e Crystal Emmanuel alla staffetta 4×100 metri delle World Athletics Relays di Nassau, che si classificano settime.

## Record nazionali
- 100 metri piani: 10"95 ( Parigi, 2 agosto 2024)
- 200 metri piani: 22"36 ( Atlanta, 31 maggio 2024)

## Progressione

### 60 metri piani
| Stagione | Tempo   | Luogo      | Data       | Rank. Mond. |
| -------- | ------- | ---------- | ---------- | ----------- |
| 2024     | 7"21(i) | Glasgow    | 2-3-2024   |             |
| 2023     | 7"31(i) | Sherbrooke | 17-12-2023 | 135ª        |
| 2022     | 7"44(i) | Saint John | 31-3-2022  | 345ª        |
| 2021     | 7"53(i) | Québec     | 17-12-2021 | 458ª        |
| 2020     | 7"44(i) | Edmonton   | 5-3-2020   | 275ª        |
| 2019     | 7"47(i) | Ottawa     | 19-1-2019  | 339ª        |
| 2018     | 7"62(i) | Montréal   | 1-12-2018  | 920ª        |
| 2017     | 7"76(i) | New York   | 11-3-2017  | 1811ª       |
| 2016     | 7"86(i) | Montréal   | 19-3-2016  | 2758ª       |
| 2015     | 7"77(i) | Toronto    | 5-12-2015  | 1706ª       |
| 2014     | 8"10(i) | Toronto    | 15-2-2014  | –           |
| 2013     | 8"32(i) | Montréal   | 22-3-2013  | –           |

### 100 metri piani
| Stagione | Tempo | Luogo       | Data      | Rank. Mond. |
| -------- | ----- | ----------- | --------- | ----------- |
| 2024     | 10"95 | Parigi      | 2-8-2024  |             |
| 2023     | 11"38 | Toronto     | 15-7-2023 | 240ª        |
| 2022     | 11"43 | Langley     | 25-6-2022 | 262ª        |
| 2022     | 11"43 | Montréal    | 9-7-2022  | 262ª        |
| 2021     | 11"61 | Baton Rouge | 24-4-2021 | 462ª        |
| 2020     | 11"96 | Quebec City | 1-8-2020  | 623ª        |
| 2019     | 11"48 | Montréal    | 26-7-2019 | 242ª        |
| 2018     | 11"92 | Montréal    | 26-5-2018 | 1270ª       |
| 2018     | 11"92 | Montréal    | 26-5-2018 | 1270ª       |
| 2017     | 11"95 | Sherbrooke  | 22-7-2017 | 1379ª       |
| 2016     | 11"80 | Quebéc      | 16-7-2016 | 805ª        |
| 2015     | 12"20 | Ottawa      | 19-6-2015 | 2472ª       |
| 2014     | 12"43 | Quebéc      | 26-7-2014 | –           |

### 200 metri piani
| Stagione | Tempo | Luogo          | Data      | Rank. Mond. |
| -------- | ----- | -------------- | --------- | ----------- |
| 2024     | 22"36 | Atlanta        | 31-5-2024 |             |
| 2023     | 23"62 | Baton Rouge    | 22-4-2023 | 502ª        |
| 2022     | 23"70 | Thorold        | 20-8-2022 | 521ª        |
| 2019     | 23"97 | Clermont       | 5-5-2019  | 739ª        |
| 2017     | 25"69 | Ottawa         | 31-5-2017 | –           |
| 2016     | 24"75 | Montréal       | 25-7-2016 | 2232ª       |
| 2015     | 25"41 | Sainte-Thérèse | 20-6-2015 | 4505ª       |

525ª=== Salto in lungo ===
| Stagione | Misura    | Luogo     | Data       | Rank. Mond. |
| -------- | --------- | --------- | ---------- | ----------- |
| 2024     | 5,75 m(i) | Montréal  | 27-1-2024  |             |
| 2023     | 6,11 m(i) | Saskatoon | 10-3-2023  | 525ª        |
| 2022     | 6,10 m    | Thorold   | 20-8-2022  | 521ª        |
| 2021     | 6,05 m(i) | Québec    | 17-12-2021 | 650ª        |
| 2020     | 6,00 m(i) | Québec    | 22-2-2020  | 555ª        |
| 2019     | 5,83 m    | Irvine    | 26-4-2019  | 1427ª       |
| 2019     | 5,83 m    | Montréal  | 26-7-2019  | 1427ª       |
| 2018     | 5,86 m    | Ottawa    | 7-7-2018   | 1172ª       |
| 2017     | 5,72 m    | Ottawa    | 8-7-2017   | 1763ª       |
| 2016     | 5,85 m    | Montréal  | 23-7-2016  | 1106ª       |
| 2015     | 5,54 m(i) | Montréal  | 22-2-2015  | 2782ª       |
| 2014     | 5,17 m    | Québec    | 26-7-2014  | –           |

## Palmarès
| Anno | Manifestazione       | Sede      | Evento      | Risultato  | Prestazione | Note             |
| ---- | -------------------- | --------- | ----------- | ---------- | ----------- | ---------------- |
| 2019 | Campionati NACAC U23 | Queretaro | 100 m piani | 5ª         | 11"52       | w                |
| 2019 | Campionati NACAC U23 | Queretaro | 4×100 m     | Argento    | 44"28       |                  |
| 2024 | Mondiali indoor      | Glasgow   | 60 m piani  | Semifinale | 7"21        |                  |
| 2024 | World Relays         | Nassau    | 4×100 m     | 7ª         | 43"09       |                  |
| 2024 | Giochi olimpici      | Parigi    | 100 m piani | Semifinale | 11"10       |                  |
| 2024 | Giochi olimpici      | Parigi    | 200 m piani | Semifinale | 22"68       |                  |
| 2024 | Giochi olimpici      | Parigi    | 4x100 m     | 6ª         | 42"69       |                  |
| 2025 | Mondiali indoor      | Nanchino  | 60 m piani  | Semifinale | 7"22        |                  |
| 2025 | World Relays         | Guangzhou | 4x100 m     | 5ª         | 42"46       | Record nazionale |

## Campionati nazionali
- 1 volta campionessa canadese assoluta dei 100 metri piani (2024)
- 1 volta campionessa canadese assoluta dei 200 metri piani (2024)
- 1 volta campionessa canadese under 20 dei 100 metri piani (2018)
- 1 volta campionessa canadese under 20 del salto in lungo indoor (2017)

2015
- 5ª ai campionati canadesi under 18 indoor, 60 m piani - 7"82
- Bronzo ai campionati canadesi under 18 indoor, salto in lungo - 5,54 m
- 5ª ai campionati canadesi under 18, 100 m piani - 12"48 (vento: -1,7 m/s)

2016
- Eliminata in batteria ai campionati canadesi under 20, 100 m piani - 12"14 (vento: +1,1 m/s)
- 7ª ai campionati canadesi under 20, salto in lungo - 5,42 m (vento: -1,7 m/s)
- 4ª ai campionati canadesi under 18, 100 m piani - 12"25 (vento: -1,6 m/s)
- 7ª ai campionati canadesi under 18, 200 m piani - 25"57 (vento: -2,0 m/s)
- Bronzo ai campionati canadesi under 18, salto in lungo - 5,68 m (vento: +2,6 m/s) (w)

2017
- Argento ai campionati canadesi under 20 indoor, 60 m piani - 7"80
- Oro ai campionati canadesi under 20 indoor, salto in lungo - 5,59 m
- 6ª ai campionati canadesi under 20, 100 m piani - 12"03 (vento: +1,0 m/s)
- Argento ai campionati canadesi under 20, salto in lungo - 5,72 m (vento: +0,9 m/s)

2018
- Oro ai campionati canadesi under 20, 100 m piani - 12"11 (vento: +0,9 m/s)
- Bronzo ai campionati canadesi under 20, salto in lungo - 5,86 m (vento: +0,8 m/s)

2019
- 7ª ai campionati canadesi assoluti, 100 m piani - 11"71 (vento: +0,7 m/s)
- In semifinale ai campionati canadesi assoluti, 200 m piani - 24"39 (vento: +1,8 m/s)
- 7ª ai campionati canadesi assoluti, salto in lungo - 5,83 m (vento: 0,0 m/s)

2022
- 7ª ai campionati canadesi assoluti, 100 m piani - 11"60 (vento: -0,2 m/s)
- 5ª ai campionati canadesi assoluti, salto in lungo - 5,96 m (vento: +0,1 m/s)

2023
- 4ª ai campionati canadesi assoluti, 100 m piani - 11"42 (vento: +0,8 m/s)
- 7ª ai campionati canadesi assoluti, 200 m piani - 23"86 (vento: +1,6 m/s)

2024
- Oro ai campionati canadesi assoluti, 100 m piani - 11"20 (vento: +0,1 m/s)
- Oro ai campionati canadesi assoluti, 200 m piani - 22"71 (vento: +2,7 m/s)